# 宇都宮市立田原西小学校
宇都宮市立田原西小学校（うつのみやしりつ たわらにししょうがっこう）は、宇都宮市立伏町にある公立の小学校。2021年4月に宇都宮市立ゆいの杜小学校開校するまでは宇都宮市では最新の小学校であった。

## 通学区域
出典
- 通学区域は、宇都宮市叶谷町・上田原町の一部・立伏町である。
- 進学先中学校は、宇都宮市立田原中学校となる。